# Lizzie MacKay (film)
Lizzie MacKay (titlul original: în franceză La Putain respectueuse) este un film francez, realizat în 1952 de regizorii Marcello Pagliero și Charles Brabant, după piesa omonimă a scriitorului Jean-Paul Sartre, protagoniști fiind actorii Barbara Laage, Ivan Desny, Walter Bryant și Marcel Herrand.

## Rezumat
Statele Unite imediat după sfârșitul celui de-al Doilea Război Mondial. Prostituata din New York, Lizzie MacKay, a decis să părăsească marele oraș și să ia trenul spre sudul Statelor Unite. Există încă o segregare rasială generală, iar rasismul general este omniprezent și virulent. În timpul călătoriei cu trenul, este molestată sever de doi bărbați albi beți. Pentru aceasta se refugiază în partea de tren rezervată negrilor, dar este urmată de cei doi albi. Acolo, doi bărbați de culoare prevăd situația periculoasă și intervin. Urmează o încăierare în care unul dintre albi îl ucide pe unul dintre negri. Celălalt negru fuge apoi de frica morții. 
Lucrurile iau o întorsătură surprinzătoare când poliția investighează și arestează bărbatul înarmat alb Teddy Barnes, nepotul foarte puternicului senator Edward Clarke. Senatorul face tot posibilul pentru a-l scăpa pe nepotul său de o probabilă pedeapsă cu închisoarea. 
El răspândește zvonul că cei doi bărbați de culoare au fost atacatorii care au amenințat siguranța lui Lizzie și că Teddy și tovarășul lui au vrut doar să-i vină în ajutor. Prostituata este supusă unei presiuni masive din partea mediului lui Clarke pentru a confirma această afirmație. Acest lucru îl plasează pe Sidney, fugarul negru, ca țintă în centrul justiției și urmăririi poliției...

## Distribuție
- Schetting – Sidney, negrul
- Barbara Laage – Lizzie MacKay, cântăreață
- Ivan Desny – Fred Clarke, fiul senatorului
- Walter Bryant – Teddy Barnes, nepotul senatorului
- Marcel Herrand – senatorul Edouard Clarke
- Yolande Laffon – Marie, sora senatorului
- Marie Olivier – Annie, o prietenă a lui Lizzie
- André Valmy – Georges, patronul clubului
- Jacques Hilling – bețivul din night-club
- Louis de Funès – un client din night-club
- Jean Danet – un client din night-club
- Byron et O'Thella – vedeta clubului
- Grégoire Gromoff – un client al night-clubului
- Jack Ary – un camionagiu
- Luc Andrieux – barmanul
- François Joux – journalista TV
- Nicolas Vogel – un client din night-club
- Robert Mercier – un bărbat la garaj
- Jean Minisini – un bărbat la cabaret
- Gil Delamare – un bărbat la garaj
- Jacques Sandry
- Marcel Journet
- Georges Patrix
- Bernard Farrel
- François Martin
- Roland Bailly
- Pierre Paulet
- Jean harold
- Mary Grant
- Frédéric Bart
- Martin Lepage
- Charles Fawcett

## Premii și nominalizări
- 1952 Festivalul de Film de la Veneția[1]
  - Premiul Internațional pentru cea mai bună coloană sonoră lui Georges Auric
  - Nominalizare la Leul de Aur pentru cea mai bună regie lui Charles Brabant și Marcello Pagliero